# 시흥가온중학교
시흥가온중학교는 대한민국 경기도 시흥시에 있는 공립 중학교이다.

## 연혁
- 2021년 3월 1일 : 개교